# Brand, Bayern
Brand är en kommun och ort i Landkreis Tirschenreuth i Regierungsbezirk Oberpfalz i förbundslandet Bayern i Tyskland.
Kommunen ingår i kommunalförbundet Neusorg tillsammans med kommunerna Ebnath, Neusorg och Pullenreuth.